# Peng Cheng
Peng Cheng (彭程S, Péng ChéngP; Harbin, 23 aprile 1997) è una pattinatrice artistica su ghiaccio cinese, specializzata nel pattinaggio artistico su ghiaccio a coppie.

## Biografia
Peng Cheng ha iniziato a pattinare con Zhang Hao nel 2012, partecipando insieme a lui alle Olimpiadi di Soči 2014 (8º posto) e vincendo la medaglia d'argento ai Campionati dei Quattro continenti di Seul 2015. 
A partire dal 2016 ha cambiato partner cominciando a gareggiare insieme a Jin Yang. Dalla stagione 2023-24 ha fatto coppia con Wang Lei.

## Risultati

### Con Wang
| Internazionali      | Internazionali | Internazionali |
| Evento              | 2023–24        | 2024–25        |
| ------------------- | -------------- | -------------- |
| Campionati mondiali | 16°            |                |
| Quattro continenti  | 6°             |                |
| GP Cup of China     | 3°             | R              |
| GP della Finlandia  | 4°             |                |
| GP di Francia       |                | R              |
| Shangai Trophy      | 1°             |                |
| Nazionali           |                |                |
| Campionati cinesi   | 1°             |                |

### Con Jin
| Internazionali | Internazionali | Internazionali | Internazionali | Internazionali | Internazionali | Internazionali | Internazionali |
| Evento | 2016–17        | 2017–18        | 2018–19        | 2019–20        | 2020–21        | 2021–22        | 2022–23        |
| --- | -------------- | -------------- | -------------- | -------------- | -------------- | -------------- | -------------- |
| Olimpiadi |                | 17°            |                |                |                | 5°             |                |
| Campionati mondiali |                | 9°             | 4°             | C              | 5°             |                |                |
| Quattro continenti | 5°             | R              | 3°             | 2°             |                |                |                |
| GP Final | 6°             |                | 2°             | 2°             |                |                |                |
| GP Cup of China | 2°             |                |                | 2°             | 1°             | C              |                |
| GP della Finlandia |                |                |                |                |                |                | R              |
| GP Trophée Eric Bompard |                | 5°             |                |                |                | R              | R              |
| GP d'Italia |                |                |                |                |                | 2°             |                |
| GP NHK Trophy | 2°             |                | 2°             |                |                |                |                |
| GP Skate America |                |                |                | 1°             |                |                |                |
| GP Skate Canada |                | 5°             | 2°             |                |                |                |                |
| CS Asian Open |                |                | 1st            |                |                |                |                |
| CS Finlandia |                | 1st            |                |                |                |                |                |
| CS U.S. Classic |                |                |                | 3°             |                |                |                |
| Giochi asiatici invernali | 2°             |                |                |                |                |                |                |
| Shanghai Trophy |                | 2°             |                | 1°             |                |                |                |
| Nazionali |                |                |                |                |                |                |                |
| Campionato cinese | 1°             | 2°             | 1°             | 1°             |                |                |                |
| Eventi a squadre |                |                |                |                |                |                |                |
| Olimpiadi |                |                |                |                |                | 5° S 3° P      |                |
| World Team Trophy | 5° S 3° P      |                |                |                |                |                |                |
| TBD = Assegnata; R = Ritirata; C = Evento cancellato S = Risultato di squadra; P = Risultato personale. Medaglie assegnate solo per il risultato di squadra. |                |                |                |                |                |                |                |

### Con Zhang
| Internazionali                                                                                               | Internazionali | Internazionali | Internazionali | Internazionali |
| Evento | 2012–13        | 2013–14        | 2014–15        | 2015–16        |
| --- | -------------- | -------------- | -------------- | -------------- |
| Olimpiadi |                | 8°             |                |                |
| Campionati mondiali                                                                                          | 11°            | 5°             | 4°             | 12°            |
| Quattro continenti                                                                                           | 5°             |                | 2°             |                |
| GP Final |                | 4°             | 4°             | 6°             |
| GP Bompard                                                                                                   | 4°             |                |                | 4°             |
| GP Cup of China                                                                                              | 5°             | 3°             | 1°             |                |
| GP NHK Trophy                                                                                                |                | 2°             |                |                |
| GP Rostelecom Cup                                                                                            |                |                |                | 3°             |
| GP Skate America                                                                                             |                |                | 3°             |                |
| Nazionali |                |                |                |                |
| Campionato cinese                                                                                            |                | 1°             |                |                |
| Eventi a squadre                                                                                             |                |                |                |                |
| Olimpiadi |                | 7* S 3° P      |                |                |
| World Team Trophy                                                                                            | 5° S 3° P      |                |                |                |
| S = Risultato della squadra; P = Risultato personale; Medaglie assegnate solo per il risultato della squadra |                |                |                |                |